# 比謝爾巴赫河 (比伯河支流)
50°9′37.72″N 9°20′6.62″E / 50.1604778°N 9.3351722°E

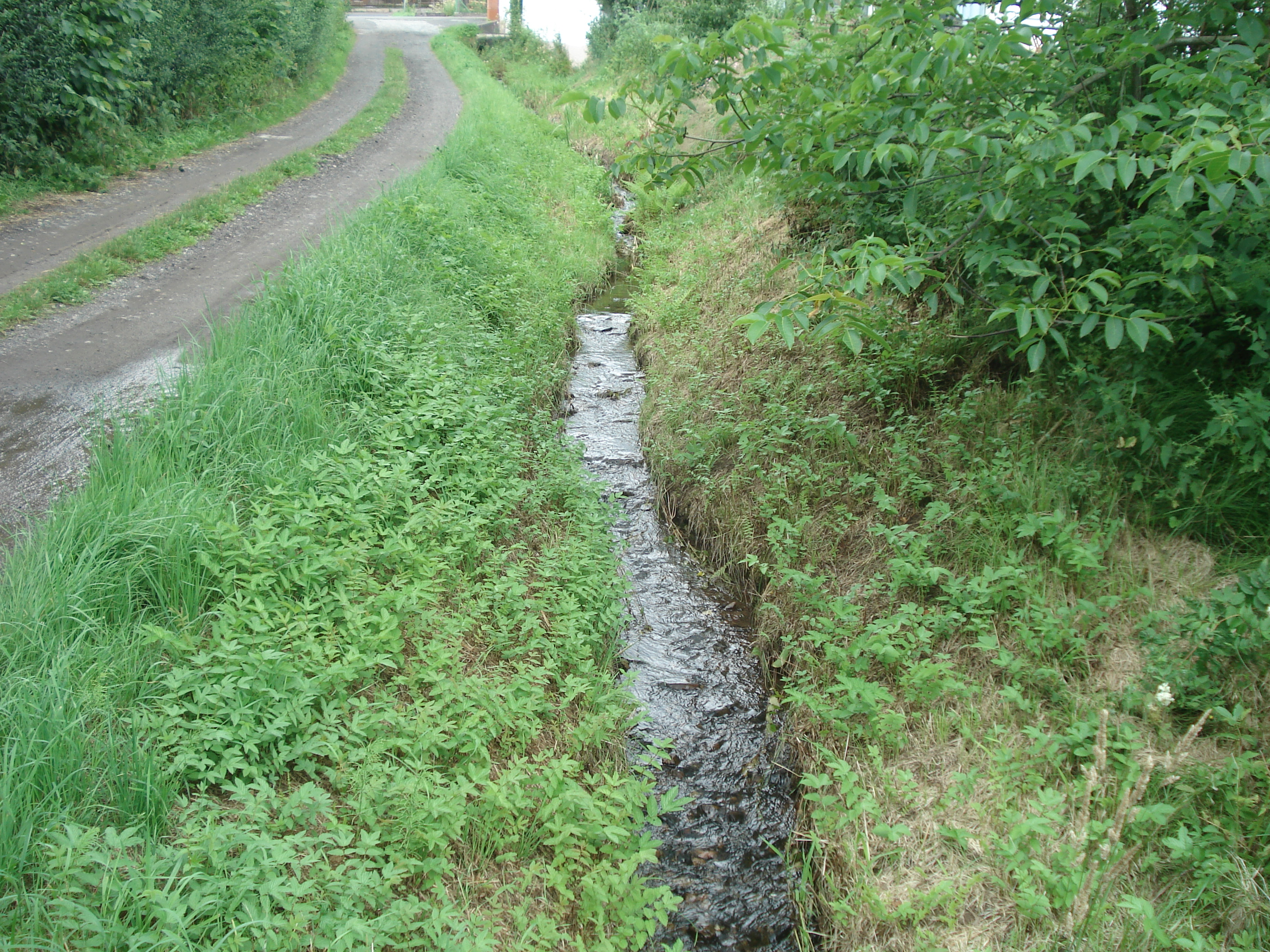
比謝爾巴赫河（比伯河支流）

比謝爾巴赫河（德語：Büchelbach），是德國的河流，位於該國東南部，由巴伐利亞負責管轄，屬於比伯河的右支流，河道全長1公里，流域面積2平方公里。